# Frederik Lütken
Frederik Thekla Lütken (født 15. marts 1808 på Fødselsstiftelsen, død 31. januar 1879 i København) var en dansk landsdommer.

## Karriere
Han blev adopteret af kaptajn i Søetaten Frederik Lütken (1774-1819), blev 1826 student (privat dimitteret) og 1831 cand.jur. Lütken blev 1838 kancellist i Danske Kancelli, 1841 fuldmægtig, 1842 virkelig kancelliråd, 1843 kontorchef og departementssekretær, 1847 assessor i Landsover- samt Hof- og Stadsretten, 1856 virkelig justitsråd, 1867 virkelig etatsråd og 15. juni 1871 Ridder af Dannebrog. Han blev 1847 repræsentant i Understøttelses-Anstalten for trængende Efterslægt af Medlemmerne i Den ophævede civile og adskillige Stænders Enkekasse og var 1852-54 kommissarius ved samme.

## Ægteskaber
Lütken blev gift 1. gang 8. maj 1838 på Frederiksberg med Golla Andriette Mathilde Krogstad (12. marts 1818 sammesteds - 20. oktober 1843 i København), datter af afskediget sekondløjtnant, overkrigskommissær Georg Ludvig Krogstad og Vilhelmina Augusta Goldschmidt. 2. gang ægtede han 6. juni 1846 i Christiansborg Slotskirke Olivia Maria Schoubye (1. september 1824 i København - 3. december 1848 sst.), datter af krigsråd Andreas Schoubye og Catharine Spur.
1884 blev Frederik Lütken og hans søn anerkendt som dansk adel.